# Festival Universitário da Canção
O Festival Universitário da Canção (FUC) é um festival de músicas inéditas que ocorre anualmente na cidade de Ponta Grossa, no Paraná.
O Festival foi criado em 1980 pelo Diretório Central de Estudantes (DCE) e atualmente é organizado pela Pró-Reitoria de Extensão e Assuntos Culturais da Universidade Estadual de Ponta Grossa (UEPG).
Atualmente o FUC se divide em três fases: Na fase regional se apresentam os artistas da própria cidade de Ponta Grossa e da região dos Campos Gerais; na fase nacional se apresentam os artistas das outras partes do país; e na fase final são apresentadas as músicas classificadas nas etapas regional e nacional para então se eleger e premiar as músicas campeãs, através da avaliação de um grupo de jurados determinados pela organização do evento. A organização também leva em conta a opinião da platéia ao oferecer o prêmio de juri popular para a música que obtiver maior simpatia do público presente.